# Arsenic and Old Lace
Arsenic and Old Lace (en Argentina, Arsénico y encaje antiguo; en España, Arsénico por compasión; en México, Arsénico y encaje) es una película de comedia estadounidense de 1944 dirigida por Frank Capra. Está basada en la pieza de teatro homónima.  
El guion para la pantalla es obra de Julius J. y Philip G. Epstein. Capra en realidad filmó la película en 1941, pero no se estrenó hasta 1944, después de que la versión teatral hubiera terminado su temporada en Broadway. Al principio se pensó en Bob Hope para el papel de Mortimer Brewster, pero no se pudo liberar de su contrato con la Paramount. Capra también lo intentó con Jack Benny y Ronald Reagan antes de decidirse por Cary Grant. En el teatro Boris Karloff interpretaba a Jonathan Brewster, que “se parecía a Karloff”, pero no pudo participar en la película porque las grabaciones coincidían con las representaciones en Broadway.  Por ello, Raymond Massey actuó en su lugar.
En la película también participaron Josephine Hull y Jean Adair como las hermanas Brewster, Abby y Martha. Hull y Adair y John Alexander (Teddy Roosevelt) repitieron los papeles que tenían en la obra teatral. Hull y Adair consiguieron un permiso de ocho semanas para poder filmar la película y abandonar la obra que todavía se estaba representando en Broadway. Karloff no lo consiguió, ya que era uno de los inversores de la obra y su principal reclamo. Toda la película se filmó en esas ocho semanas y costó un poco más de $ 1.2 millones de un presupuesto de $ 2 millones para la producción. Según los registros de Warner Bros, la película ganó $ 2,836,000 a nivel nacional y $ 1,948,000 en el extranjero.   
La cinta es considerada un clásico de la comedia, situándose en el puesto N.º 30 en la lista de las mejores películas del American F ilm Institute. El mismo Cary Grant afirmó en varias entrevistas que fue el papel que más disfrutó.

## Argumento
Mortimer Brewster (Cary Grant) es un periodista cuyos artículos en contra del matrimonio son conocidos. Al comienzo de la película, no obstante, se casa con Elaine, vecina suya desde que eran pequeños. Ahora debe realizar un breve viaje para visitar a sus dos tías mayores y ponerlas al corriente de la novedad. Con sus tías vive el hermano de Mortimer, Teddy (John Alexander), que cree que es Theodore Roosevelt. Cada vez que sube las escaleras, grita “Carguen” y sube corriendo, imitando la famosa carga de Roosevelt en la colina de San Juan. 
Mortimer encuentra un cadáver escondido en un arcón debajo de la ventana y sospecha de Teddy, pero sus tías le explican que son ellas las responsables. Ellas han desarrollado el “mal hábito” de acabar con la vida, de forma "dulce", de hombres ancianos que sufren de soledad al no tener ningún pariente vivo. Les dan de beber vino de bayas mezclado con arsénico, estricnina y “una pizca de cianuro”. Los cuerpos son enterrados por Teddy en el sótano, que cree que está cavando agujeros para el Canal de Panamá y enterrando víctimas de la fiebre amarilla.
Para complicar más las cosas Jonathan (Raymond Massey), el otro hermano de Mortimer, llega con su borracho cómplice y cirujano plástico, Dr. Herman Einstein (Peter Lorre). Jonathan es un psicótico asesino que está intentando escapar de la policía y encontrar un lugar para esconder el cuerpo de su última víctima, un tal Sr. Spenalzo. La cara de Jonathan ha sido operada por el Dr. Einstein mientras estaba borracho y se parece a Boris Karloff en su personaje del monstruo de Frankenstein. Se hace referencia varias veces en la película a este parecido, cosa que molesta en gran medida a Jonathan. Jonathan, después de descubrir el secreto de sus tías, decide enterrar a Spenalzo en el sótano. Sus tías se niegan porque sus víctimas son todos caballeros agradables. Jonathan deja claro que quiere matar a Mortimer.
Mortimer hace frenéticos intentos para tener el control de la situación mientras Elaine, su esposa, le espera en la casa de sus padres que son sus vecinos. Intenta de muchas maneras avisar a los torpes policías locales de la presencia de su hermano Jonathan, y de conseguir que se firme el documento que declara a Teddy legalmente loco, dándole una buena explicación en caso de que los policías encontrasen los cadáveres. Está preocupado porque piensa que puede volverse loco como el resto de la familia Brewster. Como él dice “¡La locura corre libre por mi familia, prácticamente galopa!” Mientras le explica esto a Elaine, él afirma que han estado locos desde que los primeros Brewster llegaron a América como peregrinos.
Pero al final Jonathan es arrestado, mientras que Teddy y las dos tías son llevados a un asilo. Al final, Abby y Martha informan a Mortimer que él no está biológicamente relacionado con los Brewster.

## Reparto
- Cary Grant – Mortimer Brewster
- Josephine Hull – Tía Abby Brewster
- Jean Adair – Tía Martha Brewster
- Raymond Massey – Jonathan Brewster
- Peter Lorre – Dr. Herman Einstein
- Priscilla Lane – Elaine Harper Brewster
- John Alexander – Teddy “Roosevelt” Brewster
- Jack Carson – Agente Patrick O'Hara
- John Ridgely – Agente Sanders
- Edward McNamara – Sargento Brophy
- James Gleason – Teniente Rooney
- Edward Everett Horton – Sr. Witherspoon
- Grant Mitchell - Reverendo Harper
- Edward McWade - Señor Gibbs
- Garry Owen - Conductor del taxi
- Vaughan Glaser - Juez Cullman
- Spencer Charters - Jefe de la oficina de matrimonios
- Hank Mann - Periodista
- Charles Lane - Fotógrafo
- Lee Phelps - Hombre de la cabina de teléfono

## Recepción
Las críticas contemporáneas fueron uniformemente positivas. El crítico del New York Times resumió la opinión de la mayoría: "En general, Arsenic and Old Lace, la película de Warner que llegó ayer al Strand, es una buena diversión macabra". Variety declaró: "La producción de Capra, sin ser elaborada, captura el color y el espíritu de la obra, mientras que el hábil equipo de escritores de Julius J. y Philip G. Epstein ha logrado un guion muy manejable y compacto. La propia dirección inteligente de Capra completa". Harrison's Reports escribió: "Un entretenimiento hilarante, debería convertirse en una de las principales atracciones de taquilla del año". John Lardner de The New Yorker calificó la película como "prácticamente tan divertida en forma de imagen como lo fue en el escenario, y eso es realmente muy divertido".
La película está reconocida por el American Film Institute en estas listas:
- 2000: 100 años de AFI ... 100 risas - # 30[9]